# Iva Ikuko Toguri D’Aquino

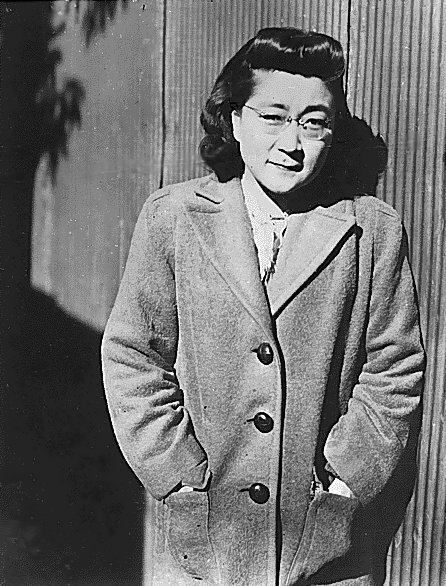
Iva Toguri 1944 im Außenbereich von Radio Tokyo

Iva Ikuko Toguri D’Aquino (* 4. Juli 1916 in Los Angeles, Kalifornien; † 26. September 2006 in Chicago, Illinois) war eine japanischstämmige Amerikanerin, die während des Pazifikkriegs im Zweiten Weltkrieg in Japan unter dem Pseudonym Orphan Ann bei Radio Tokyo (NHK) in der Sendung The Zero Hour als Musikmoderatorin engagiert war. Diese Sendung war Bestandteil der japanischen Rundfunkpropaganda.

## Jugend
Ikuko Toguri wuchs als Tochter des japanischen Immigranten Jun Toguri, der 1899 in die USA einreiste, und dessen Frau in einer Methodistenfamilie auf. Während ihrer Schulzeit in Calexico und San Diego legte sie sich den Namen Iva zu und begann, Klavierunterricht zu nehmen. Die High School und das College besuchte sie in Los Angeles. Iva Ikuko Toguri war bekennende Republikanerin und an ihren Schulen als loyale Amerikanerin bekannt.
Um ein Medizinstudium aufzunehmen, ging sie auf die University of California, Los Angeles (UCLA). Dort graduierte sie Anfang 1940 in Zoologie.
Zu Beginn des Jahres 1941 erfuhr die Familie Toguri, dass eine in Japan lebende Verwandte sehr krank war, woraufhin Iva Ikuko Toguri kurzfristig beschloss, diese zu besuchen. In der kurzen Zeit bis zur Abfahrt des Schiffes konnte von den Behörden kein Reisepass ausgestellt werden, so dass sie lediglich ein Identifikationszertifikat ausgehändigt bekam, das sie nach Japan und zurück bringen sollte. Als Beruf ließ Iva Ikuko Toguri „angehende Medizinstudentin“ eintragen. Die Überfahrt an Bord der Arabia Maru begann am 5. Juli 1941, einen Tag nach ihrem 25. Geburtstag.

## In Japan
Im November 1941 wollte Iva Ikuko Toguri ihren Japanaufenthalt beenden und wieder nach Hause zurückkehren, doch ihr Identifikationszertifikat reichte den Amerikanern nicht als Beweis zur Feststellung ihrer amerikanischen Nationalität. Daher befand sie sich beim Ausbruch des Pazifikkriegs am 7. Dezember 1941 immer noch in Japan.
Nun begannen für sie die Probleme mit den japanischen Behörden, die von ihr verlangten, die amerikanische Staatsbürgerschaft abzulegen und im Gegenzug die japanische anzunehmen. Als sie dies ablehnte, wurde Iva Ikuko Toguri angedroht, sie zu internieren, was aber in Anbetracht ihrer japanischen Herkunft zuerst einmal nicht geschah. Doch ihre pro-amerikanischen Ansichten veranlassten Nachbarn, ihren Onkel zu überreden, den Feind unter seinem Dach zum Ausziehen zu bewegen. Daher suchte sie sich eine eigene kleine Wohnung, in der sie Klavierstunden gab, um die Gebühren für ihren Japanischkurs bezahlen zu können. Zusätzlich arbeitete sie als Schreibkraft und übersetzte für die Nachrichtenagentur Domei englische Texte. Dort sah sie auch die Namen ihrer Familie auf einer Liste des amerikanischen Internierungslagers Gila River Relocation Center in Arizona. In der Agentur freundete sie sich mit Felipe D’Aquino an, einem japanischstämmigen Portugiesen, der ihre Ansichten über den Krieg teilte.
Als sie eines Tages nach Hause zurückkehrte, fand sie die komplette Wohnungseinrichtung auf der Straße. Ihre Wohnung war von der japanischen Geheimpolizei Kempeitai durchsucht worden. Wiederum wurde ihr die Internierung angedroht.
Kurz darauf kam sie in ein Krankenhaus und musste wegen Unterernährung, Pellagra und Beriberi behandelt werden, da sie kaum Geld besaß, um sich vernünftig zu ernähren. Damit sie die dadurch angefallenen Kosten begleichen konnte, lieh sie sich bei ihrem Freund Felipe D’Aquino und ihrer Vermieterin Geld. Um dies zurückzahlen zu können, nahm sie eine zusätzliche Beschäftigung als Schreibkraft bei Radio Tokyo an.

### Radio Tokyo
Auch hier bestand ihre Aufgabe im Übersetzen amerikanischer Nachrichtentexte. Während dieser Arbeit machte sie Bekanntschaft mit dem australischen Major Charles Cousens, der früher ein bekannter Sprecher bei Radio Sydney gewesen war. Mit seinen Mitarbeitern, dem amerikanischen Captain Wallace Ince und dem philippinischen Lieutenant Normando Reyes, die beide auf Corregidor von den Japanern gefangen genommen wurden, arbeiteten alle drei als Kriegsgefangene bei Radio Tokyo.
Obwohl sie Iva Ikuko Toguris pro-amerikanische Einstellung teilten, hielten die Männer sie zuerst für eine Spionin der Kempeitai. Nach einigen Monaten, während derer sie ihnen Lebensmittel und Medizin zukommen ließ, begannen sie jedoch, ihr zu vertrauen.

#### The Zero Hour
Der japanische Major Shigetsugu Tsuneishi ersann für die psychologische Kriegführung im Jahr 1943 die Radiosendung The Zero Hour (dt.: Die Stunde Null), für die er englischsprachige Moderatoren einsetzte. Diese sollten mit schlechten Nachrichten aus der Heimat, wie beispielsweise Überflutungen, Waldbränden, Verkehrsunfällen und ähnlichem, die Moral der kämpfenden Amerikaner im Pazifik untergraben. Dazu sollte bekannte amerikanische Musik gespielt werden, um dem Faktor Heimweh Rechnung zu tragen. Als Sprecher setzte er Major Cousens, Captain Ince und Lieutenant Reyes ein.
Cousens, Ince und Reyes ihrerseits versuchten, die japanischen Absichten zu unterlaufen. Mittels versteckter Andeutungen, Doppeldeutigkeiten und Sarkasmus sowie hastig gelesener Nachrichten sollte das Programm ad absurdum geführt werden. Doch als die japanischen Beobachter zu aufmerksam wurden, begannen sie die Texte so zu lesen und zu intonieren, als würden sie mit Waffengewalt zum Verlesen gezwungen.
Ende 1943 sollte die Länge der Sendungen von 45 auf 75 Minuten erweitert werden. Shigetsugu Tsuneishi wollte dazu Sprecherinnen integrieren. Cousens machte ihm den Vorschlag, Iva Ikuko Toguri zu fragen, ob sie als eine der Sprecherinnen arbeiten wolle. Sein Hintergedanke war, mit ihrer nicht ausgebildeten Stimme und dem nicht überragenden Englisch aus der Sendung nun endgültig eine absolute Burleske zu machen.
Iva Ikuko Toguri stimmte zu und moderierte zuerst anonym. Als die Japaner aber auf einem Namen bestanden, da alle anderen Sprecher/-innen ebenfalls namentlich über den Sender gingen, nannte sie sich Ann, nach der Abkürzung für Announcer, die vor dem Text in ihren Skripten stand. Cousens sah in dem Namen eine weitere Möglichkeit zur Persiflierung und erweiterte ihn auf Orphan Ann („Ann, die Waise“), basierend auf der amerikanischen Radiofigur Little Orphan Annie, und er ließ Iva Ikuko Toguri ihre Ansagen mit der Phrase Orphans of the Pacific („Waisen des Pazifiks“) beginnen. Damit sollte der humorvolle Bogen zwischen den zuhörenden GIs und den Moderatoren gespannt werden.
Nachdem Major Cousens einen Herzinfarkt erlitten hatte und in ein Krankenhaus eingeliefert worden war, übernahm Iva Ikuko Toguri das Schreiben der Skripte und versuchte, möglichst nah an seine flippige Schreibweise heranzukommen. Auch ihre anderen beiden Kollegen waren bald nicht mehr bei ihr. Ince wurde wegen Insubordination aus dem Programm gestrichen und Reyes wurde freigelassen, da die Philippinen nach der Besetzung nun offiziell zu Japan gehörten. Da das Zero-Hour-Programm aber in den Augen der Propagandisten ein zu großer Erfolg war, musste es weitergeführt werden. Weitere Sprecherinnen wurden engagiert, die alle unter einem anderen Pseudonym bekannt waren. Bei den Alliierten bürgerte sich alsbald der Sammelbegriff Tokyo Rose ein, der jedoch nie von einem der Moderatoren oder einer der Sprecherinnen während des Programms genannt worden war.
Kurz vor Kriegsende konvertierte Iva Ikuko Toguri zum katholischen Glauben und heiratete ihren Freund Felipe D’Aquino. Da zu der Zeit die Amerikaner von China und Okinawa aus die japanischen Inseln mit Bombern angriffen, endete die Hochzeitsfeier mit einem Fliegeralarm.

### Kriegsende

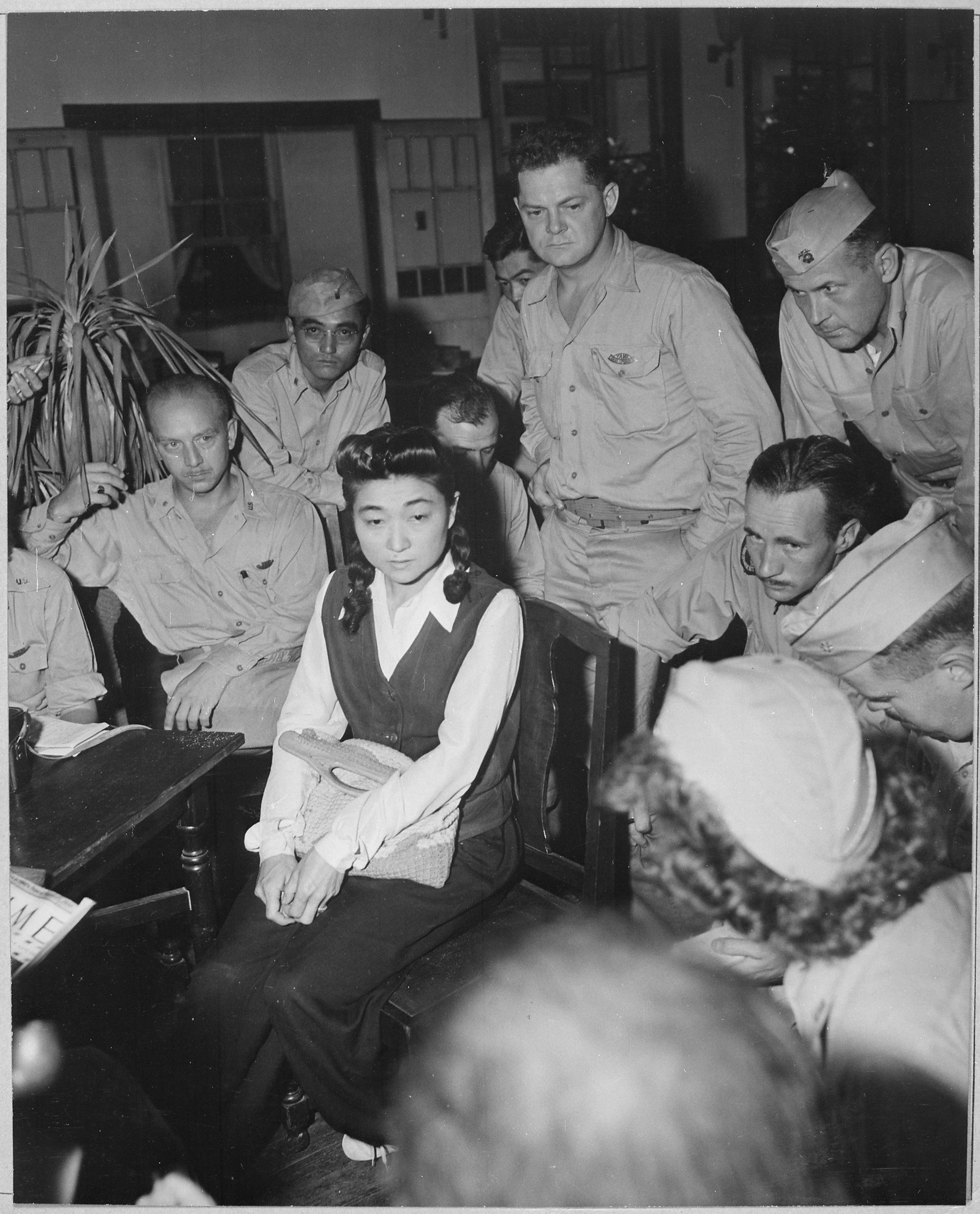
Iva Ikuko Toguri D’Aquino im Gespräch mit den Korrespondenten

Als der Tennō in der Gyokuon-hōsō am 15. August 1945 die Kapitulation Japans bekannt gab, plante Iva Ikuko Toguri D’Aquino, mit ihrem Mann in die USA zurückzukehren.
Am 30. August 1945 landete das Flugzeug mit General Douglas MacArthur in Japan. Ihn begleiteten dutzende Militär- und Zivilreporter, die sich diesen historischen Augenblick nicht entgehen lassen wollten. Unter ihnen befanden sich auch Clark Lee von INS und Harry Brundidge vom Cosmopolitan. Beide hatten sich zusammengetan, um die in Japan wohl begehrtesten Personen für ein Interview zu gewinnen: Hideki Tojo und Tokyo Rose. Ersterer war einfach zu finden, da er unter Hausarrest in Tokyo stand, aber Tokyo Rose war ein Phantom.
Um sie zu finden, setzte Brundidge eine Belohnung aus. 250 $ (heute: 4.233 $) für denjenigen, der ihn mit Tokyo Rose bekannt macht und noch einmal 2.000 $ (heute: 33.862 $) für Tokyo Rose selbst, um ein Exklusivinterview zu erhalten. Ein Mitarbeiter von Radio Tokyo nannte ihm daraufhin den Namen Iva Ikuko Toguri D’Aquino, den Clark Lee sofort weltweit verbreitete. Iva Ikuko Toguri D’Aquino selbst dachte sich, dass sie durchaus einen Anspruch auf den Namen und damit auch auf das Geld habe, und unterzeichnete einen Vertrag, der sie als die einzige Tokyo Rose identifizierte.
Es kam jedoch anders. Der Verleger des Cosmopolitan hielt nicht nur die Veröffentlichung des Interviews zurück, er war auch nicht gewillt, das Geld zu zahlen. Brundidge sollte die Summe aus eigener Tasche begleichen, wenn es ihm nicht gelänge, den Vertrag zu annullieren. Dieser begab sich zu General Elliott Thorpe und überreichte ihm den Vertrag mit den Worten: „Sie ist eine Landesverräterin, und hier ist ihr Geständnis.“ Zudem beraumte er eine Pressekonferenz mit allen anderen Reportern an.
Auf dieser Pressekonferenz stand Iva Ikuko Toguri D’Aquino vielen Reportern Rede und Antwort in dem Glauben, Tokyo Rose sei eine Sympathieperson in den USA, so wie sie selbst ihre Orphan Ann immer gesehen hatte. Sie ging sogar so weit, dass sie für die amerikanische Newsreel eine Zero-Hour-Situation nachspielte. Weiterhin ließ sie sich fotografieren und erfüllte viele Autogrammwünsche. Auf Fragen, die ihr unterstellten, etwas Falsches getan zu haben, reagierte sie mit Lachen und gab sogar ihre Skripte von Radio Tokyo heraus.

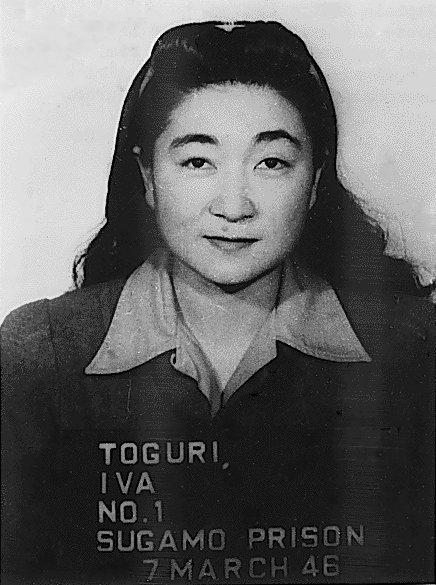
Iva Ikuko Toguri D’Aquino im Sugamo-Gefängnis

Als die Nachricht in den USA verbreitet wurde, Tokyo Rose sei eine amerikanische Bürgerin, die in die USA zurückkehren wollte, hagelte es öffentliche Proteste. Am 17. Oktober 1945 erschienen drei Offiziere der amerikanischen Militärpolizei bei ihr und baten sie, sie nach Yokohama zu begleiten, um einige Fragen zu beantworten. Im Hauptquartier der 8. Armee wurde ihr dann erklärt, sie werde inhaftiert. Gründe wurden nicht genannt, obwohl die Amerikaner die Verhaftung öffentlich bekannt gaben. Im Folgemonat wurde sie in das Sugamo-Gefängnis gebracht und verblieb dort bis zum 25. Oktober 1946, als sie überraschend ohne Auflagen entlassen wurde. Iva Ikuko Toguri D’Aquino zog sich mit ihrem Mann danach erst einmal aus der Öffentlichkeit zurück. Im Januar 1948 verlor sie ein Kind kurz nach der Geburt.
In dieser Zeit stand Major Cousens in Australien vor einem Militärgericht und wurde dort vom Vorwurf des Landesverrats freigesprochen, er nahm kurz darauf seine Arbeit bei Radio Sydney wieder auf. Captain Ince wurde nicht nur freigesprochen, sondern auch zum Major befördert.
In den USA liefen Bestrebungen, Tokyo Rose in San Francisco vor Gericht zu stellen, es gab aber auch eine landesweite Kampagne, die ihr verbieten wollte, wieder in die USA einzuwandern. Harry Brundidge, der nun für Nashville Tennessean arbeitete, kam mit dem FBI überein, nach Japan zu fliegen und Iva Ikuko Toguri D’Aquino noch einmal die Papiere, die Clark Lee ausgefertigt hatte, unterschreiben zu lassen. Als er in Japan bei ihr ankam, unterschrieb sie tatsächlich, nur um wieder in die Heimat zurückzukönnen.
Drei Monate danach wurde sie in ihrer Wohnung in Ikejiri unter Arrest gestellt, was mit Landesverrat gegen die US-Regierung während des Zweiten Weltkriegs begründet wurde, etwas später erfolgte ihre Ausschiffung nach Kalifornien mit einem Truppenschiff.

## Zurück in den USA
In den USA konnte sie erstmals mit einem Anwalt sprechen, der auch sofort erfolgreich eine illegale Befragung durch das FBI verhindern konnte. Dieser Anwalt war Wayne M. Collins, der sie auch während des Prozesses verteidigte, der neun Monate später begann.

### Der Prozess
Der Prozess selbst war der teuerste bis zu dieser Zeit in den USA. Er begann am 5. Juli 1949 und kostete den Staat 750.000 $ (heute: 9.583.399 $). Zahlreiche Zeugen aus Japan wurden eingeflogen, die meist schon vorher in Japan vom FBI verhört worden waren. Charles Cousens und Wallace Ince reisten auf eigene Kosten an, um als Zeugen der Verteidigung aufzutreten. Doch trotz aller Bemühungen konnten die Geschworenen nicht zu einer Entscheidung kommen.
Der Richter rügte die Geschworenen und gab ihnen zu bedenken, dass der Prozess bis zu diesem Zeitpunkt bereits Kosten in Höhe von 500.000 $ verursacht hätte, und er wies sie an, schnellstmöglich eine Entscheidung zu treffen. Die Entscheidung fiel am 29. September 1949 und lautete Freispruch in sieben Punkten, schuldig in einem Anklagepunkt. Dieser bezog sich auf das Verkünden von verlorenen amerikanischen Schiffen im feindlichen Rundfunk, was nicht erlaubt war.

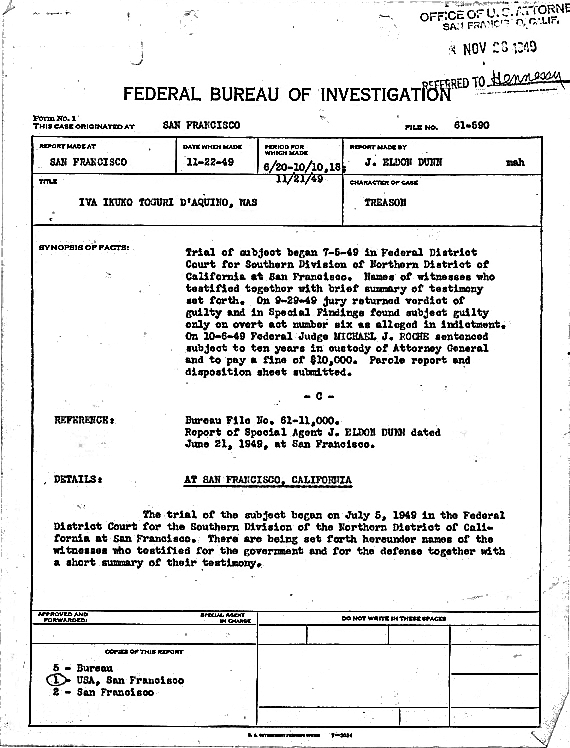
FBI-Akte Iva Ikuko Toguri D’Aquinos mit dem Urteil

Die richterliche Strafe, zehn Jahre Gefängnis und eine Geldstrafe von 10.000 $ (heute: 127.779 $), wurde am 6. Oktober 1949 verkündet.

### In Haft
Als Gefangene 9380-W saß Iva Ikuko Toguri D’Aquino im Frauengefängnis von Alderson in West Virginia ein. Relativ schnell wurde sie von der Leitung als Mustergefangene mit einer vorbildlichen Führung klassifiziert. Sie arbeitete in verschiedenen Abteilungen, bis sie eine Unterweisung in der Bedienung von IBM-Lochkartenmaschinen erhielt und an einem Projekt zur Gefangenenzählung und -kartierung mitarbeitete. Danach wurde sie die Assistentin des Gefängnisarztes, wo sie sich zur ausgebildeten Röntgen- und Laborassistentin qualifizierte.
Eine ihrer Haftgenossinnen war Mildred Gillars (Axis-Sally), die ebenfalls wegen Landesverrats einsaß, da sie beim Reichsrundfunk in Berlin in einer Propagandasendung führend mitgewirkt hatte.
Am 28. Januar 1956 wurde Iva Ikuko Toguri D’Aquino wegen guter Führung aus dem Gefängnis entlassen. Am Ausgang händigte ein Aufseher ihr eine Deportationsbescheinigung aus, die sie anwies, unverzüglich nach Japan auszureisen.

### In Freiheit
Zwei Jahre benötigte ihr Anwalt Wayne Collins, bis es ihm gelang, die Deportation zu verhindern. In dieser Zeit konnte Iva Ikuko Toguri D’Aquino bei ihm wohnen. Danach fuhr sie zu ihrer Familie nach Chicago, um ein neues, unerkanntes Leben zu führen. Sie schrieb in regelmäßigen Abständen Petitionen an die jeweilige Regierung, um eine Rehabilitation zu erreichen, doch alle Eingaben wurden abgelehnt. 1969 produzierte CBS eine Dokumentation über sie mit dem Titel The Tokyo Rose Story. 1976 hatte sie einen persönlichen Auftritt in der landesweit bekannten Sendung 60 Minutes, die ihren Fall wieder der Öffentlichkeit bekannt machte. Infolgedessen gelang es ihr am 19. Januar 1977 schließlich, von US-Präsident Gerald Ford die geforderte Rehabilitation zu erhalten. Eine Haftentschädigung erhielt sie allerdings nie.
1980 ließ Iva Ikuko Toguri D’Aquino sich von ihrem immer noch in Japan lebenden Ehemann Felipe scheiden. Felipe d’Aquino verstarb im November 1996 in Japan.
Iva Ikuko Toguri D’Aquino lebte bis zu ihrem Tod am 26. September 2006 in Chicago.